# Maria Theresia Löwová
Maria Theresia Löwová (nepřechýleně Löw, 27. března 1809, Heidelberg – 30. prosince 1885, Berlín) byla německá sopranistka a harfenistka.

## Život
Po získání hudebního vzdělání ve Frankfurtu u Heinricha Antona Föppela.
Podle pozdější zprávy v listu Augsburger Abendzeitung ji během studií zpěvu doprovázel na klavír Richard Wagner. Vypěstoval si k ní vášnivou náklonnost, kterou však ona neopětovala, což bylo dáno tehdejší Wagnerovou „hořkou a melancholickou náladou“. 
Poprvé na scéně se objevila ve dvorním divadle v Kasselu pod vedením dirigenta a skladatele Louise Spohra.
Maria Theresia Löw se provdala za tenoristu Karla Augusta Lehmanna a stala se matkou dvou dcer, Lilli a Marie Lehmannových, které se obě později staly také slavnými zpěvačkami. Po rozchodu s manželem kolem roku 1853 se starala o pěvecké vzdělání svých dcer. Kromě dcer se starala o další umělce své doby, mimo jiné v Německém královském divadle v Praze, kde žila od roku 1853.
Po ukončení pěvecké kariéry působila Löwová i nadále v orchestru pražského Stavovského divadla jako harfenistka. Byla také iniciátorkou pražských premiér Wagnerových oper Tannhäuser a Lohengrin v letech 1854 a 1856. Wagner se Marii Theresii odvděčil angažováním její dcery Marie obsazením do sólového sopránu v Beethovenově 9. symfonii při pokládání základního kamene svého Bayreuthského festivalového divadla v roce 1872.
Strýc Marie Terezie (otcův bratr) byl nobilitovaný bavorský vládní rada Johannes Loew (1771–1833) ze Špýru, jehož dcera Amalie Loewová (1811–1879) se provdala za prince Karla Teodora z Wrede.

## literatura
- Lilli Lehmann: Meine Gesangskunst. Berlin 1902
- Lilli Lehmann: Mein Leben. Leipzig 1913, Neudruck 1977